# Дханкута (район)
Дханкута (непальск. धनकुटा जिल्ला) — один из 75 районов Непала. Входит в состав зоны Коси, которая, в свою очередь, входит в состав Восточного региона страны. Административный центр — город Дханкута.
Граничит с районом Бходжпур (на северо-западе), районом Санкхувасабха (на севере), районом Терхатхум (на северо-востоке), районами Моранг и Сунсари (на юге), с районом Панчтхар зоны Мечи (на востоке) и районом Удаяпур зоны Сагарматха (на западе). Высота территории района составляет от 300 до 2500 м над уровнем моря.
Население по данным переписи 2011 года составляет 163 412 человек, из них 76 515 мужчин и 86 897 женщин. По данным переписи 2001 года население насчитывало 166 479 человек. Большая часть населения занята в сельском хозяйстве, основные культуры которого — кукуруза, рис и просо.